# Лексовский, Владимир Иванович
Владимир Иванович Лексовский (27 июля 1923 (по другим данным 1922), Тифлис, СССР — ?) — советский футболист, вратарь. Мастер спорта СССР (1949).

## Биография
Начинал свою карьеру во время войны. Юный Лексовский защищал ворота кутаисского «Торпедо». Затем ушёл на фронт.
После окончания войны один сезон отыграл в сталинградском «Тракторе», после которого он перебрался в московское «Торпедо». В составе «чёрно-белых» в 1949 году завоевал Кубок СССР.
Завершал свою карьеру футболиста в ивановском «Красном Знамени» и в московском «Метрострое», в системе которого работал инженером.
В 1953 году окончил школу тренеров при ГЦОЛИФК.

## Достижения
- Обладатель Кубка СССР (1): 1949